# Allumiere
Allumiere ist eine italienische Gemeinde in der Metropolitanstadt Rom in der Region Latium mit 3734 Einwohnern (Stand 31. Dezember 2023).

## Geographie
Allumiere liegt 73 km nordwestlich von Rom und 15 km nordöstlich von Civitavecchia. Es befindet sich im Naturschutzgebiet der Monti della Tolfa. Die Tolfaberge wurden seit der Zeit der Etrusker zum Abbau von Mineralien wie Eisenerz und Alaun genutzt. Daher rührt auch der Name des Ortes. Alaun heißt auf Italienisch altertümlich Allume. Heute sind die Tolfaberge jedoch eine der einsamsten Gebiete Latiums, so dass hier, neben vielen anderen Tieren, auch die Tolfa-Wölfe noch ein Rückzugsgebiet haben. Das Gemeindegebiet erstreckt sich von 22 bis 633 m s.l.m.
Es besteht aus den sechs Ortsteilen Burò, Ghetto, La Bianca, Nona, Polveriera und Sant’Antonio.
Allumiere ist Mitglied der Comunità Montana Monti della Tolfa.
Die Gemeinde liegt in der Erdbebenzone 4 (sehr wenig gefährdet).
Die Nachbargemeinden sind im Uhrzeigersinn Civitavecchia, Tarquinia (VT), Tolfa und Santa Marinella.

## Bevölkerungsentwicklung
| Jahr      | 1871 | 1881 | 1901 | 1921 | 1936 | 1951 | 1971 | 1991 | 2001 |
| --------- | ---- | ---- | ---- | ---- | ---- | ---- | ---- | ---- | ---- |
| Einwohner | 1928 | 2296 | 2775 | 3475 | 3945 | 4245 | 4015 | 4273 | 4187 |

Quelle: ISTAT

## Politik
Augusto Battilocchio wurde im Mai 2007 zum Bürgermeister gewählt. Bürgermeister der Nachbargemeinde Tolfa war bis zum Jahr 2010 sein Namensvetter Alessandro Battilocchio. Die beiden sind nicht miteinander verwandt. Am 11. Juni 2017 wurde Antonio Pasquini zum neuen Bürgermeister gewählt.

### Wappen
Auf blauem Schild fünf grüne Berge. Darüber eine Stechpalme mit roten Beeren. Darauf ein gekrönter Adler.

### Partnerstädte
- Deutschkreutz, Burgenland
- Eglfing, Oberbayern
- Puzol, Region Valencia

## Söhne und Töchter des Ortes
- Theodulf Mertel (1806–1899), Jurist, Justiz- und Innenminister des Kirchenstaates, Kardinal; krönte Papst Leo XIII.

## Feste
- Am ersten Sonntag nach Ferragosto (am 15. August) findet der Palio delle Contrade statt, ein Eselrennen, bei dem die sechs Ortsteile gegeneinander antreten.